# Andrä Rupprechter

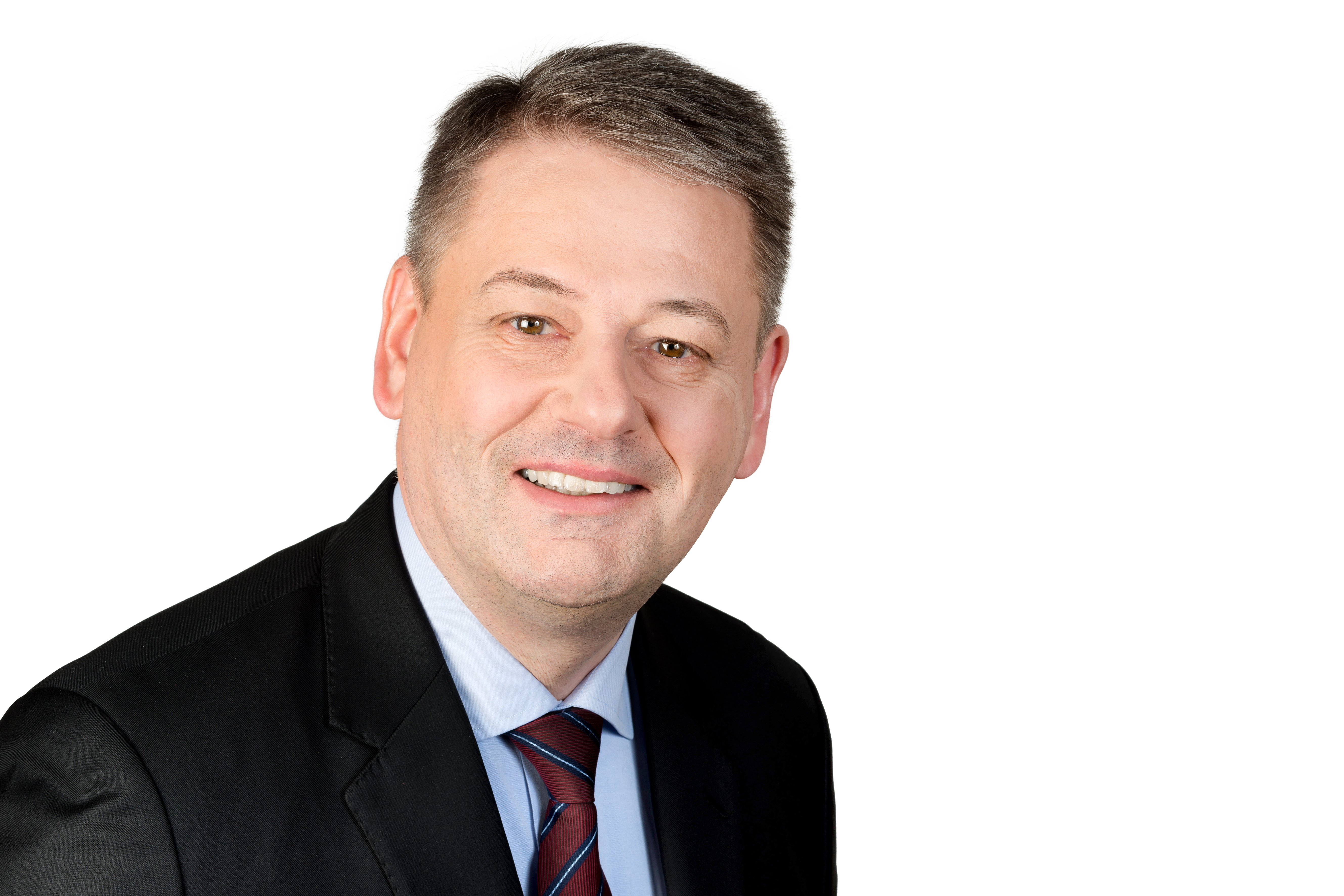
Andrä Rupprechter, 2014

Andrä Rupprechter (* 31. Mai 1961 in Brandenberg) ist ein österreichischer Politiker (ÖVP). Er war von 2013 bis 2017 Minister für Land- und Forstwirtschaft, Umwelt und Wasserwirtschaft.

## Leben
Rupprechter, das elfte Kind einer Tiroler Bauernfamilie, studierte an der Universität für Bodenkultur Wien Agrarökonomie. Nach einer Tätigkeit als Assistent des Direktors des Österreichischen Bauernbunds war Rupprechter ab 1989 im Büro des damaligen Landwirtschaftsministers Franz Fischler tätig. Im Ministerbüro war er verantwortlich für internationale Angelegenheiten und als Experte für den Bereich Landwirtschaft ein Mitglied der Verhandlungsgruppe zum EU-Beitritt Österreichs. Ab 1995 war Rupprechter als Abteilungsleiter im Landwirtschaftsministerium tätig und agierte im EU-Rat als österreichischer Sprecher im Sonderausschuss Landwirtschaft (SAL). Diese Position behielt er bis 2002, während der ersten Österreichischen Ratspräsidentschaft 1998 war er auch Vorsitzender des SAL. Von 1998 bis 2000 war er zunächst stellvertretender Sektionsleiter, dann Sektionsleiter für Internationale und EU-Angelegenheiten im Landwirtschaftsministerium. Ab 2007 war Rupprechter im Europäischen Öffentlichen Dienst tätig, 2013 erlangte er den Posten des Direktors für Kommunikation und Transparenz im EU-Rat. Im Dezember 2013 wurde er zum Generalsekretär des Ausschusses der Regionen gewählt, verzichtete aber und wurde von der ÖVP als Landwirtschaftsminister in das Kabinett Faymann II entsandt.
Nach der Nationalratswahl in Österreich 2017 war Rupprechter zunächst Abgeordneter zum Nationalrat. Ende Jänner 2018 legte er sein Mandat zurück, für ihn rückte Josef Lettenbichler nach. Rupprechter arbeitet seither wieder auf EU-Ebene im Generalsekretariat des Europäischen Rates. Bis Ende 2018 wurde er als Sonderberater für die Österreichische EU-Ratspräsidentschaft 2018 zugeteilt. Im November 2019 wurde bekannt, dass er mit 16. Dezember 2019 im Generalsekretariat des Rates der Europäischen Union Direktor für die Gemeinsame Agrarpolitik (GAP) werden soll.
Von 2016 bis zum Ausscheiden aus dem Nationalrat war Rupprechter Präsident der Europäischen Föderalistischen Bewegung in Österreich (EFB_Austria) und Vizepräsident der Europäischen Bewegung Österreichs.

## Politisches Engagement
Während seines Studiums betätigte sich Rupprechter in der Studentenpolitik. Er war Mandatar der Aktionsgemeinschaft  BOKU und Stellvertretender Vorsitzender der Hochschülerschaft sowie stellvertretender Vorsitzender der Hochschülerschaft an der BOKU.
Bereits als Schüler beteiligte er sich an einer Kampagne zur „Rettung der Brandenberger Ache“ als 1974 ein Kraftwerksbau geplant war. 1978 beteiligte er sich an der Kampagne gegen das Atomkraftwerk in Zwentendorf und 1984 war er aktiv an der Besetzung der Hainburger Au beteiligt.
Von 1994 bis 1995 nahm Rupprechter aktiv an der Regierungskampagne für das EU-Beitrittsreferendum teil und gab eine Vielzahl von Vorträgen. An der Umsetzung der Gemeinsamen Agrarpolitik (GAP) der EU in Österreich war er maßgeblich beteiligt. Die Koordination mit der Landesagrarreferentenkonferenz (LARK) wird als Musterbeispiel einer funktionierenden multi level governance herausgehoben. Einige Jahre später war er auch in die Verhandlungen zur Reform der GAP eingebunden.
Als Sektionschef für Landwirtschaft und Ernährung im BMLFUW war Rupprechter auch für die Aufsicht der österreichischen Zahlstelle AMA und die neu geschaffene Lebensmittelbehörde AGES zuständig. Verschiedene Informationskampagnen wurden unter seiner Verantwortung entwickelt, insbesondere das Projekt „Genuss Region Österreich“, welches in Kooperation mit lokalen und regionalen Behörden und Beteiligten aufgebaut wurde.
2003 war Rupprechter verantwortlich für die Organisation einer EU-Konferenz für regionale und ländliche Entwicklung in Zusammenarbeit mit der Europäischen Kommission. Diese Konferenz in Salzburg wurde von rund 1500 Beteiligten und hochrangigen Vertretern von Europäischen Institutionen und EU-Kandidatenländern besucht.

## Privat
Im Dezember 2013 sorgte er anlässlich seiner Angelobung mit einer ungewöhnlichen Gelöbnisformel für Aufsehen: „Herr Bundespräsident, ich gelobe, so wahr mir Gott helfe und vor dem heiligen Herzen Jesu Christi.“
Rupprechter tritt offen – und gegen die Parteilinie – für ein Adoptionsrecht für Homosexuelle und gegen die Ausgrenzung von Schwulen und Lesben ein.
Rupprechter ist verheiratet und Vater von vier Kindern.

## Ehrungen und Auszeichnungen
- 2012: Aufnahme in die Bruderschaft von Santa Maria dell’Anima („Animabruderschaft“)
- Ehrenritter des habsburgischen St. Georgs-Orden.
- Träger des französischen Kommandeursordens Ordre du Mérite agricole, verliehen vom französischen Landwirtschaftsminister Michel Barnier
- Leutnant der Schützenkompanie Brandenberg
- Großes Goldene Ehrenzeichen am Bande für Verdienste um die Republik Österreich für seine Tätigkeit in der Bundesregierung

## Schriften
- Andrä Rupprechter: BTX als Hilfsmittel für Investitions- und Finanzierungsentscheidungen: Entwicklung von Dialogprogrammen in MUPID-BASIC zur Kredit- und Kapitalkostenrechnung. Diplomarbeit Universität für Bodenkultur, Wien 1987.